# Nancy Gibbs
Nancy Gibbs (Nova Iorque, 25 de janeiro de 1960) é uma escritora estadunidense. Ela foi editora-executiva da revista Time, tornando-se a primeira mulher a ocupar o cargo.